# Собор Парижской богоматери (фильм, 1911)
«Собор Парижской богоматери» (фр. Notre Dame de Paris, 1911) — французский художественный фильм Альбера Капеллани. Фильм сохранился до наших дней. Фильм вышел на экраны 10 ноября 1911 года. Фильм был выпущен «Обществом драматургов и писателей» (ССАЖЛ) (Капеллани был его руководителем), имел большой успех и был крупным художественным событием.

## В ролях
- Анри Краусс — Квазимодо
- Стася Наперковская — Эсмеральда
- Александр Рене — Феб де Шатопер
- Клод Гарри — Клод Фролло
- Жан Анжело
- Пол Капеллани
- Жан Декс
- Мевисто

## Художественные особенности
По мнению французского исследователя кино Ж. Садуля, Капеллани находился «в плену у теории сфотографированного театра, которой придерживался Мельес», поэтому фильм представлял собой «серию картин, сыгранных точно так, как сыграли бы их на театральной сцене».